# Paradihammus
Paradihammus is een kevergeslacht uit de familie van de boktorren (Cerambycidae). De wetenschappelijke naam van het geslacht werd voor het eerst geldig gepubliceerd in 1935 door Breuning.

## Soorten
Paradihammus is monotypisch en omvat slechts de volgende soort:
- Paradihammus ceylonicus Breuning, 1935